# Пріоло – Рагуса – Джела (етиленопровід)
Пріоло — Рагуса — Джела (етиленопровід) — трубопровід для транспортування етилену в Італії на острові Сицилія.
На південному сході Сицилії у Рагузі з 1975-го діяло виробництво поліетилену. Забезпечувати його сировиною могли крекінг-установки у Джелі та Пріоло (південне та східне узбережжя острова відповідно), для чого проклали дві ділянки етиленопроводу діаметром по 250 мм — від Джели довжиною 47 км та від Пріоло завдовжки 72 км. Крім того, між Рагусою та Джелою існувала лінія діаметром 150 мм для передачі відходів лінії полімеризації (у Джелі з 1991-го існувало обладнання для отримання 24 тисяч тонн етилену з відходів).
Наприкінці 2000-х піролізне виробництво у Джелі закрили, і протягом наступних кількох років наявна тут лінія полімеризації також потребувала поставок етилену. В 2013-му вивели з експлуатації і її.